# 추측
수학에서 추측(推測, 영어: conjecture)은 맞다고 여겨지지만, 아직 증명되거나 반증되지 않은 명제를 말한다.

## 같이 보기
- 미래학